# Frank Hölzle

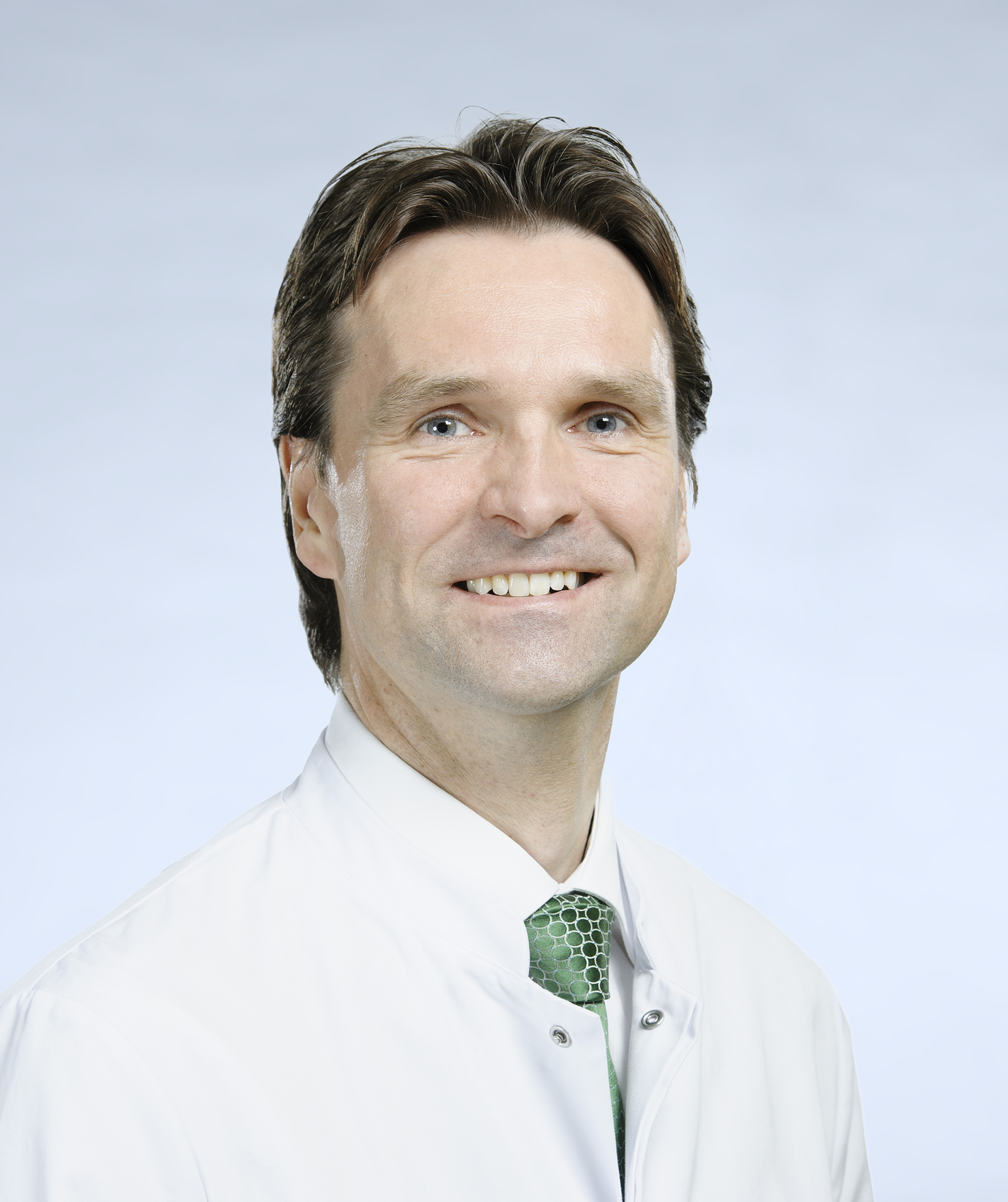
Frank Hölzle, 2013

Frank Hölzle (* 13. Februar 1968 in Calw) ist ein deutscher Arzt, Zahnarzt und Universitätsprofessor. Er ist Ordinarius für Mund-, Kiefer- und Gesichtschirurgie am Universitätsklinikum Aachen der RWTH Aachen und dort Direktor der Klinik und Poliklinik für Mund-, Kiefer- und Gesichtschirurgie. Hölzle ist bekannt für seine Arbeiten auf den Gebieten der plastisch-rekonstruktiven Gesichtschirurgie mit dem Schwerpunkt Mikrochirurgie. Er ist ferner für die Behandlung von Tumorerkrankungen im Kopf-Hals-Gebiet sowie von kindlichen Fehlbildungen wie Lippen-Kiefer-Gaumenspalten ausgewiesen.

## Leben
Nach seinem Abitur am Herrmann-Hesse-Gymnasium in Calw studierte Hölzle von 1989 bis 1998 Medizin und Zahnmedizin an der Freien Universität Berlin, Humboldt-Universität zu Berlin, University of Glasgow und University College London Medical School. 1995 wurde er an der FU mit dem Thema Eine anatomische und histologische Untersuchung an Gefäßstielen verschiedener freier Transplantate zum Dr. med. promoviert. Von 1995 bis 1998 war er Arzt im Praktikum und Assistenzarzt in Berlin und promovierte dort 1998 in Zahnmedizin mit einer Arbeit über das Thema „Konservierungsmethoden von allogenem Spendermaterial unter besonderer Berücksichtigung der experimentellen Glycerolkonservierung und Lyophilisierung von Gefäßen“ promoviert.
Nach seiner zweiten Promotion war Hölzle von 1999 bis 2000 als Wissenschaftlicher Mitarbeiter in der Klinik für Mund-, Kiefer und Gesichtschirurgie am Charité Campus Virchow-Klinikum tätig. Anschließend arbeitete er bis 2007 an der Klinik für Mund-, Kiefer und Plastische Gesichtschirurgie im Knappschaftskrankenhaus Bochum-Langendreer der Ruhr-Universität Bochum, zunächst als Assistenzarzt, ab 2003 als Oberarzt und ab 2004 als Leitender Oberarzt und Stellvertretender Klinikdirektor. Zwischenzeitlich schloss er im Jahr 2002 die Ausbildung zum Facharzt für Mund-, Kiefer- und Gesichtschirurgie und Fachzahnarzt für Oralchirurgie ab und erlangte 2005 die Zusatzbezeichnung Plastische Operationen. 2006 erfolgte die Habilitation und Venia legendi für das Fach Mund-, Kiefer- und Gesichtschirurgie mit dem Thema „Monitoring und Optimierung der Perfusion mikrochirurgischer Transplantate und Entwicklung der retrograden Perfusion für Perforanslappen im Mund-, Kiefer- und Gesichtsbereich“. Im gleichen Jahr wurde er Fellow of the European Board of Oral & Maxillofacial Surgeons (FEBOMFS, Barcelona).
Von 2007 bis 2011 übernahm Hölzle die Stelle als Leitender Oberarzt und Stellvertretender Klinikdirektor der Klinik für Mund-, Kiefer- und Gesichtschirurgie am Klinikum rechts der Isar der Technischen Universität München. 2010 erhielt er – gelistet als primo loco – einen Ruf auf das Ordinariat der Klinik für Mund-, Kiefer- und Gesichtschirurgie der Paracelsus Medizinischen Privatuniversität Salzburg. Seit 2011 ist Hölzle Ordinarius für Mund-, Kiefer- und Gesichtschirurgie am Universitätsklinikum Aachen der RWTH Aachen.

## Wissenschaftlicher Beitrag
Hölzle beschäftigte sich unter anderem mit den Themen
- Untersuchung zur Anatomie von mikrochirurgischen Transplantaten und deren Gefäßverläufe und Histologie,
- Mikrozirkulation und Ischämische Präkonditionierung von mikrochirurgischen Transplantaten,
- Monitoring von mikrochirurgischen Transplantaten,
- Computerplanung und Surgical Guides bei der mikrochirurgischen Knochenrekonstruktion.
- Automatisierung in der mikrochirurgischen Knochenrekonstruktion und bei osteoplastischen Kranioplastiken.
- Experimentelle und klinische Evaluation von intraoralen Zirkonimplantaten

Die Erforschung von mikrochirurgischen Gewebetransplantaten stand – über die Promotionen und Habilitation hinaus – im Fokus seines wissenschaftlichen Wirkens.
Dazu erschienen wissenschaftliche Publikationen über eine objektivierende Bewertung der Vitalität des transplantierten Gewebes und zum Monitoring von unterschiedlich zusammengesetzten Gewebeeinheiten. Weiterhin beschäftigte sich Hölzle mit mikrozirkulatorischen Eigenschaften dieser Transplantate sowie dem Phänomen des Reperfusionsschadens. Nach Implementierung der Computerplanung und der Schablonentechnik in den mikrochirurgischen Knochentransfer beschäftigte sich Hölzle mit der Nutzbarmachung für sinnvolle klinische Indikationen.
In der Klinik von Hölzle wurde die erstmals computergeplante, schablonengeführte, mikrochirurgische und weniger invasive Entnahme eines Beckenkammtransplantates von medial entwickelt (A. Modabber et al., 2017). Bis dato war nur der laterale Zugang beschrieben.
Darüber hinaus trieb er in seiner Klinik die Weiterentwicklung der Automatisierung von knöchernen mikrochirurgischen Rekonstruktionen und deren Übertragung für osteoplastische Kranioplastiken voran (S. Raith et al., 2018 und A. Modabber et al., 2019).

## Mitgliedschaften in internationalen wissenschaftlichen Vereinigungen
- Deutsche Gesellschaft für Mund-, Kiefer- und Gesichtschirurgie, Arbeitsgemeinschaft für Kieferchirurgie innerhalb der DGZMK.
- Deutsche Gesellschaft für Zahn-, Mund- und Kieferheilkunde.
- Deutsche Gesellschaft der Plastischen, Rekonstruktiven und Ästhetischen Chirurgen
- Interplast-Germany
- Deutscher Hochschulverband
- Deutsch-Österreichisch-Schweizerischer Arbeitskreis für Tumoren im Kiefer- und Gesichtsbereich (DÖSAK)
  - 2016–2018 Schriftführer
  - 2018–2020 1. Vorsitzender[9]
- European Association for Cranio-Maxillofacial Surgery
  - 2012–2016 Councillor of Germany
  - 2016–2020 Vorstandsmitglied[10]
- Union Européenne des Médecins Spécialistes (UEMS) innerhalb der EU
  - 2016–2018 Observer Oral & Maxillofacial Surgery
  - 2019–2023 Vorstandsmitglied Oral & Maxillofacial Surgery, Board & Section

## Ehrungen und Auszeichnungen
- 2007  Martin-Waßmund-Preis der Deutschen Gesellschaft für Mund-, Kiefer- und Gesichtschirurgie für die Arbeit „Monitoring und Optimierung der Perfusion mikrochirurgischer Transplantate und Entwicklung der retrograden Perfusion für Perforanslappen im Mund-, Kiefer- und Gesichtsbereich“[11].
- 2021: FOCUS-Auszeichnung als Top-Mediziner[12]

## Publikationen
- mit Klaus-Dietrich Wolff (Hrsg.): Raising of Microvascular Flaps: A Systematic Approach. 3. Auflage. Springer, 2017, ISBN 978-3-319-53669-9
- mit Jochen Jackowski und Hajo Peters (Hrsg.): Praxisleitfaden Zahnärztliche Chirurgie. Urban & Fischer Verlag / Elsevier, 2007, ISBN 978-3-437-05540-9
- mit Jochen Jackowski, Hajo Peters und Frank Hölzle (Hrsg.): Zahnärztliche Chirurgie. Springer-Verlag Berlin Heidelberg (2017), ISBN 978-3-642-54753-9